# Памятник фронтовому почтальону
Памятник фронтовому почтальону — памятник в Воронеже. Установлен в 2015 году в память советских военнослужащих Великой Отечественной войны. Единственный в стране и в мире памятник военному почтальону, одна из наиболее известных современных достопримечательностей города. Памятник входит в десятку знаменитых памятников Воронежа.
Расположен у здания Управления Федеральной почтовой связи Воронежской области на проспекте Революции, 25.
Живые цветы у памятника — непременная городская традиция.

## Описание памятника

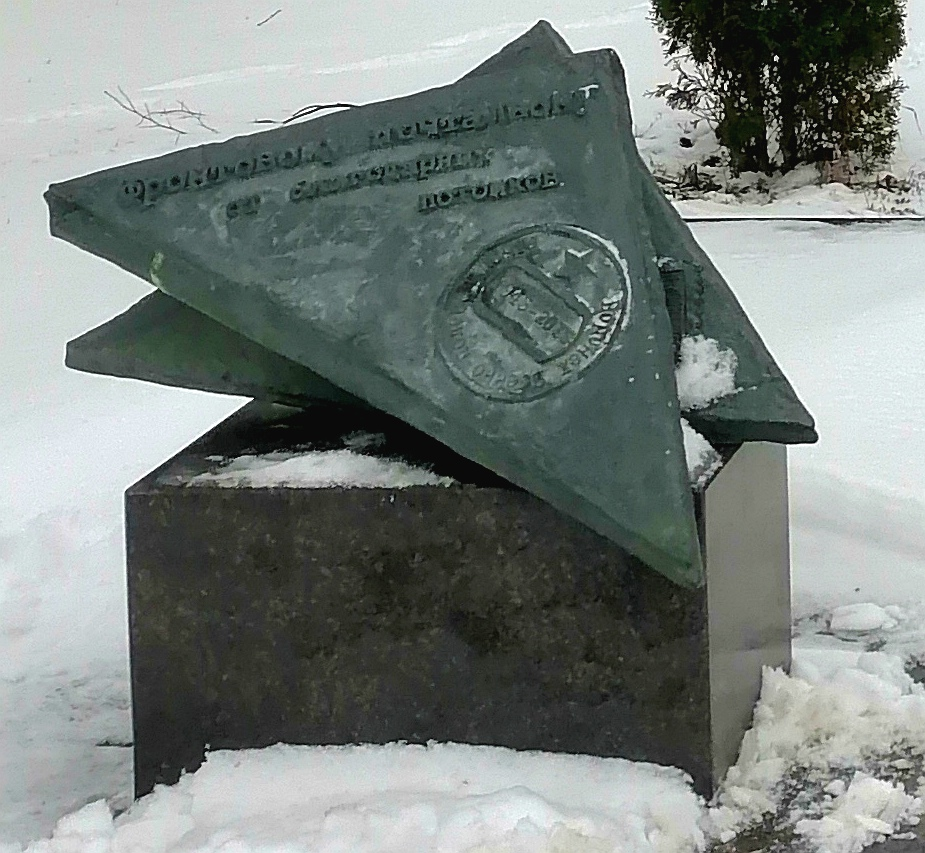
Деталь памятника — «фронтовые треугольники»

Памятник — бронзовая статуя советского солдата в летней военной полевой форме времён Великой Отечественной войны, с медалью на груди, винтовкой за плечами, шагающего к своим адресатам. Левой рукой он несёт связку писем и придерживает полевую сумку и другую корреспонденцию, в правой — треугольные письма полевой почты. На отдельном постаменте рядом укреплены выполненные также из бронзы треугольные письма полевой почты с надписью «Фронтовому почтальону от благодарных потомков» и стилизованным оттиском почтового штемпеля с текстом «Воронеж военно-полевая почта. 1945—2015».
Прототипом бронзового солдата-почтальона стал красноармеец 333-го стрелкового полка 6-й Краснознаменной стрелковой дивизии, защищавшей Воронеж летом 1942 года от наступавших немецко-фашистских оккупантов, ефрейтор Иван Леонтьев. Выбор прототипа героя памятника принадлежит Вадиму Носову, обнаружившему военное фото с надписью на обороте снимка «Леонтьев, Воронежский фронт, 1942». В архиве были разысканы биографические сведения — ефрейтор Иван Исаакович Леонтьев, 1904 г. р., родился Курганской области, из рабочих, член ВКП(б), мобилизован в 1941 году. Служил экспедитором-почтальоном 333-го стрелкового полка 6-й стрелковой дивизии 6-й армии Юго-Западного фронта, 4 мая 1943 года награжден медалью «За боевые заслуги».

## История
Инициаторами установки памятника всем почтальонам фронтов Великой Отечественной войны и Ивану Леонтьеву выступили Почта России, Российское военно-историческое общество и Министерство обороны Российской Федерации. Создал статую скульптор Алексей Игнатов в студии военных художников имени М. Б. Грекова, в осуществлении проекта приняли участие также Министерство цифрового развития, связи и массовых коммуникаций Российской Федерации, правительство Воронежской области и Общероссийский профсоюз работников связи РФ.
Памятник открыт 7 мая 2015 года в день профессионального праздника связистов в канун 70-летия Победы советского народа в Великой Отечественной войне. Открывали памятник губернатор Воронежской области Алексей Гордеев, генеральный директор ФГУП «Почта России» Дмитрий Страшнов, Председатель Общероссийского профсоюза работников связи РФ Анатолий Назейкин. В церемонии открытия памятника приняла участие Ольга Буданова, в годы войны старший лейтенант войск связи, заместитель начальника военно-полевого сортировочного центра, подчеркнувшая в своём выступлении роль полевой почты в военные годы.
В 2016 году вышла в свет почтовая марка Почты России, на которой изображён воронежский памятник фронтовому почтальону.